# Неверная (фильм, 2002)
«Неве́рная» (англ. Unfaithful) — американский ремейк французского фильма «Неверная жена» (1969), вышедший на киноэкраны в 2002 году.

## Сюжет
Эдварду и Конни Самнер можно позавидовать: вместе с восьмилетним сыном, собакой и домоправительницей они наслаждаются жизнью в тихом пригороде Нью-Йорка. Но судьба в облике молодого человека, с которым Конни сталкивается в Сохо, наносит удар по этому воплощению «американской мечты» и по счастливому, хотя и слегка монотонному существованию супругов.

## В ролях
| Актёр             | Роль          |
| ----------------- | ------------- |
| Ричард Гир        | Эдвард Самнер |
| Дайан Лейн        | Конни Самнер  |
| Оливье Мартинес   | Пол Мартел    |
| Эрик Пер Салливан | Чарли Самнер  |
| Чад Лоу           | Билл Стоун    |
| Маргарет Колин    | Салли         |
| Монаган, Мишель   | Линдси        |
| Кейт Бертон       | Трейси        |
| Желько Иванек     | детектив Дин  |
| Доминик Кьянезе   | Фрэнк Уилсон  |
| Майкл Эмерсон     | Джош          |

## Награды и номинации
Премия кинокритиков Нью-Йорка, 2002 год
- Награда — Лучшая актриса (Дайан Лейн)

Национальное общество кинокритиков, 2003 год
- Награда — Лучшая актриса (Дайан Лейн)

Спутник, 2003 год
- Награда — Лучшая женская роль (Дайан Лейн)

Оскар, 2003 год
- Номинация — Лучшая женская роль (Дайан Лейн)

Золотой глобус, 2003 год
- Номинация — Лучшая женская роль: драма (Дайан Лейн)

Премия Гильдии киноактёров США, 2003 год
- Номинация — Лучшая женская роль (Дайан Лейн)

Премия Ассоциации телевизионных кинокритиков, 2003 год
- Номинация — Лучшая актриса (Дайан Лейн)

Ассоциация кинокритиков Чикаго, 2003 год
- Номинация — Лучшая актриса (Дайан Лейн)

Costume Designers Guild Awards, 2003 год
- Номинация — Excellence in Contemporary Film (Эллен Миройник)

Motion Picture Sound Editors, 2003 год
- Номинация — Лучший монтаж звука в художественном фильме (Кристофер Кеннеди, Джо Лисанти, Джонни Карузо)

Online Film & Television Association, 2003 год
- Номинация — Лучшая актриса (Дайан Лейн)

Online Film Critics Society Awards, 2003 год
- Номинация — Лучшая актриса (Дайан Лейн)

Phoenix Film Critics Society Awards, 2003 год
- Номинация — Лучшая актриса (Дайан Лейн)

Vancouver Film Critics Circle, 2003 год
- Номинация — Лучшая женская роль (Дайан Лейн)